# N-Triples
N-Triples (триплеты) — текстовый формат, используемый для хранения и передачи графов RDF («среда описания ресурса»), является подмножеством формата Turtle, более простым для обработки парсерами. Данный формат является рекомендованным Консорциумом Всемирной паутины (W3C).

## Формат
Триплет состоит из трёх частей: субъект, предикат и объект, разделённые пробелами (символы U+0020 и U+0009). Эта последовательность должна оканчиваться символом '.' и переводом строки. 

Триплет RDF

Предикат (также называемый свойством) описывает связь субъекта с объектом. Например, следующим образом можно выразить утверждение «Кронос является отцом Зевса.»:
```
<http://mythology.Greek.org/#Cronus> <http://www.example.org/schemas/relationship/fatherOf> <http://mythology.Greek.org/#Zeus>.
```

Субъект должен являться URI-ссылкой или пустым узлом, предикат — URI, объект — URI, пустым узлом или литералом (используются для обозначения текстовых данных, чисел, дат). Набор триплетов составляет представление RDF-графа.

## Другие форматы
Для представления графов RDF используются и другие, более сложные форматы: N-Quads, Turtle, Notation 3.